# Набрам (герб)
Набрам (пол. Nabram, Abram, Nabra, Kłobuk, Stańcowie, Waldorff, Wendorf) — польский дворянский герб.

## Описание
Три полосы чёрных с тремя белыми попеременно, по рассекающей линии. На шлеме три страусовых пера. Ср. Корчак (герб).

## Герб используют
Боремские (Boremski), Бродельские (Brodelski), Гоппен, Хотецкие (Chotecki), Хондорф (Hondorf), Едлинские (Jedlinski), Казимирские (Kazimirski), Кубичек де Вальдорф (Kubiczek de Waldorf), Надровские (Nadrowski), Нагурка (Nagorka), Пейшовские (Pejszowski), Пельгржимы (Pielgrzym), Пельс (Piels), Пельстовские (Pielstowski), Порембские (Porebski), Прейс (Preis, Preiss), Роговские (Rogowski), Росперские (Rosperski, Rosporski), Серошевские (Sieroszewski), Сосновские (Sosnowski), Уфнаровские (Ufnarowski), Вальдорф (Waldorf), Вендорф (Wendorf), Волицкие (Wolicki, Wolicki z Komorza), Вульвановские (Wulfanoski, Wulwanowski)